# Шевчук Іван Миколайович
Іва́н Микола́йович Шевчу́к — підполковник Збройних сил України, учасник російсько-української війни.

## З життєпису
Офіцер запасу, на фронт пішов добровольцем у квітні 2014-го. Заступник командира, 17-й окремий мотопіхотний батальйон 57-ї бригади.
Демобілізувався у квітні 2015-го. Заснував ПП «Скорпіон», яке має ліцензію з охоронної діяльності та займається працевлаштуванням воїнів-учасників бойових дій на сході України.

## Нагороди
За особисту мужність і героїзм, виявлені у захисті державного суверенітету та територіальної цілісності України, вірність військовій присязі, відзначений — нагороджений
- 27 червня 2015 року — орденом «За мужність» III ступеня
- 13 квітня 2017 року — нагрудний знак «Знак пошани»